# Gregor Stähli
Pour les articles homonymes, voir Stähli.
Gregor Stähli, né le 28 février 1968 à Zurich, est un skeletoneur suisse.

## Palmarès

### Jeux olympiques d'hiver
- Jeux Olympiques de 2002 à Salt Lake City (États-Unis) :
  -  Médaille de bronze.
- Jeux Olympiques de 2006 à Turin (Italie) :
  -  Médaille de bronze.

### Championnats du monde
- En individuel : 
  -  Médaille d'or : en 1994, 2007 et 2009.
  -  Médaille d'argent : en 1992, 2000 et 2005.
  -  Médaille de bronze : en 1990 et 1993.

- En mixte : 
  -  Médaille de bronze par équipe mixte : en 2007.
  -  Médaille d'argent par équipe mixte : en 2009.

### Championnats d'Europe
- En individuel : 
  -  Médaille d'or : en 2006.
  -  Médaille d'argent : en 2003 et 2004.
  -  Médaille de bronze : en 2009.

### Coupe du monde
- 1 globe de cristal en individuel : vainqueur en 2002.
- 25 podiums individuels : 10 victoires, 9 deuxièmes places et 6 troisièmes places.

#### Détails des victoires en Coupe du monde
| Édition   | Piste                              | Total |
| 1991-1992 | Lake Placid                        | 1     |
| 2000-2001 | Igls                               | 1     |
| 2001-2002 | Königssee Igls Calgary Lake Placid | 4     |
| 2002-2003 | Igls                               | 1     |
| 2004-2005 | Igls                               | 1     |
| 2005-2006 | Igls Calgary                       | 2     |